# Воронецкий, Борис Борисович
Воронецкий Борис Борисович (27 марта 1916 — 16 февраля 1969) — советский ученый и инженер, организатор науки и промышленности, автор многочисленных печатных научных трудов и изобретений в области автоматизированного электропривода, кандидат технических наук, основатель и первый директор Всесоюзного научно-исследовательского и проектно-конструкторского института по автоматизированному электроприводу в промышленности, сельском хозяйстве и на транспорте (ВНИИЭлектропривод).

## Биография
Борис Борисович Воронецкий родился 27 марта 1916 года в г.Киеве, в семье помощника Уполномоченного Всероссийского земского союза, крестьянина Бориса Андрониковича Воронецкого и его жены Александры Федоровны.
Научная деятельность отца в области минеральных удобрений, а также преподавательская деятельность матери в лесной школе-санатории Наркомздрава определённо повлияли на становление характера Бориса Борисовича, склонность к наукам, усидчивость, целеустремленность, внимательность.
В возрасте 16 лет в 1932 г. он начал работать рабочим-наладчиком автоматов на Московском автозаводе им. И. В. Сталина, одновременно обучаясь на рабфаке им. Ленина.
С 1934 г. по 1940 г. обучался в Московском энергетическом институте.
С 1940 по 1945 г. служил в рядах Советской Армии, где прошел путь от рядового до офицера и участвовал в боях Великой Отечественной войны на Прибалтийском, Ленинградском, Волховском и Закавказском фронтах.
Член КПСС с 1942 г.
Основатель и первый директор Всесоюзного научно-исследовательского и проектно-конструкторского института по автоматизированному электроприводу в промышленности, сельском хозяйстве и на транспорте (ВНИИЭлектропривод).
Ушел из жизни 16 февраля 1969 года в возрасте 52 лет после непродолжительной тяжелой болезни, однако несмотря на такой ранний уход, успел внести огромный вклад в развитие электропривода и автоматизации промышленных установок и производственных процессов во все отрасли народного хозяйства РСФСР.
Захоронен в колумбарии Донского кладбища г. Москвы.

## Производственная деятельность
По окончании института вплоть до призыва в Советскую Армию в 1940-м г. работал начальником технического отдела и заместителем главного инженера 3-го троллейбусного парка Москвы.
С 1945 г. по 1963 г. работал в электротехнической промышленности начальником лаборатории, а затем главным инженером и заместителем директора Всесоюзного научно-исследовательского института электромеханики (ВНИИЭМ). С 1948 г. занимался разработкой электрооборудования советской баллистической оперативно-тактической ракеты Р-2 в качестве главного конструктора в составе команды инженеров и ученых, плотно сотрудничал с А. Г. Иосифьяном как в данной разработке, так и во многих других.
Благодаря активной деятельности, крупному организаторскому и инженерному таланту, упорству, целеустремленности Воронецкого Б. Б. постановлением Совета Министров СССР от 18 января 1963 г. «О мерах по ускорению электрификации сельского хозяйства СССР» на базе Центрального конструкторского бюро по электроприводу и автоматике (ЦКБ «Электропривод») Всесоюзного ордена Трудового Красного Знамени научно-исследовательского института электромеханики (ВНИИЭМ) был создан Всесоюзный научно-исследовательский и проектно-конструкторский институт по автоматизированному электроприводу в промышленности, сельском хозяйстве и на транспорте (ВНИИЭлектропривод) Министерства электротехнической промышленности СССР.
Сосредоточение в этой организации работ по электроприводу и автоматике для целого ряда отраслей народного хозяйства позволило ей обобщать опыт в различных областях и переносить его из одной области в другую, что дало возможность значительно сократить сроки выполнения научно-исследовательских работ и проектно-конструкторских заданий и, таким образом, в значительной мере способствовало развитию механизации и автоматизации отстающих отраслей народного хозяйства.
Б. Б. Воронецкий был назначен первым директором созданного ВНИИЭлектропривод и проработал в этой должности с 1963 года до конца своей жизни.

## Научная деятельность
Б. Б. Воронецкий — автор многочисленных научных трудов, соавтор нескольких запатентованных изобретений, автор порядка двадцати печатных работ по электрическим машинам и электроприводу в научно-технических журналах.
Степень кандидата технических наук было присвоено Воронецкому Б. Б. в 1951 г. после защиты кандидатской диссертации на тему «Экспериментальное и теоретическое исследование колебания статора асинхронного двигателя, как источника магнитных шумов».
С 1953 г. вел преподавательскую работу в Московском авиационном институте по курсу «Авиационные электрические машины», а с 1962 г. — во Всесоюзном заочном энергетическом институте по курсу «Автоматизированный электропривод». В 1957 г. ему было присвоено ученое звание доцента.
Б. Б. Воронецкий был членом научно-технического совета Министерства электротехнической промышленности СССР, заместителем председателя бюро научно-технического совета Главэлектроаппарата, членом выставочного комитета Министерства электротехнической промышленности СССР и председателем секции «Использование электрической и тепловой энергии в народном хозяйстве» Научного совета энергетики и электрификации Комитета по науке и технике при Совете Министров СССР.
В качестве председателя секции «Средства и системы автоматического управления электроприводами» участвовал в IV Всесоюзной конференции по автоматическому электроприводу в г. Ереване в 1964 г. и V Всесоюзной конференции по автоматическому электроприводу в г. Тбилиси в 1968 г.
Много сил и энергии отдавал Б. Б. Воронецкий работе в журнале «Электричество», членом редколлегии которого он состоял.

## Публикации
Среди опубликованных научных трудов Б. Б. Воронецкого числятся следующие:
- «Экспериментальное и теоретическое исследование колебания статора асинхронного двигателя, как источника магнитных шумов»: Автореферат дис., представл. на соискание учен. степени канд. техн. наук / Б. Б. Воронецкий ; М-во электропром-сти СССР. Науч.-исслед. ин-т. — Москва : [б. и.], 1951.
- «Магнитный шум трехфазных асинхронных короткозамкнутых электродвигателей»/ Б. Б. Воронецкий, Э. Р. Кучер. — Москва ; Ленинград : Госэнергоиздат, 1957.
- «Автоматизированный электропривод в основных отраслях тяжелой промышленности: (труды 1-й науч.-техн. конф. по автоматизир. электроприводу стран — членов СЭВ)», [29 мая-4 июня 1962 г., Харьков] / под ред. И. И. Петрова, Б. Б. Воронецкого ; Гос. ком. по электротехнике при Госплане СССР, 1962
- «Оптимальные режимы работы главного привода блюминга» / Б. Б. Воронецкий и В. А. Святославский/ Журнал «Электричество» № 7, 1964.
- «Новые направления автоматизированного электропривода» / М. Г. Чиликин, И. И. Петров, Б. Б. Воронецкий / Журнал «Электричество» № 3, 1965.
- «О комплексной автоматизации промышленных электроприводов» / Б. Б. Воронецкий/ Журнал «Электричество» № 9, 1965.
- "Организация планирования и управления металлургическим производством и вопросы применения вычислительных машин: для слушателей специальности «Автоматизированный электропривод» / Б. Б. Воронецкий, Н. М. Есаков; М-во высш. и сред. спец. образования РСФСР, Всесоюз. заоч. энергет. ин-т, Фак. усовершенствования дипломир. инженеров. — Москва : [б. и.], 1965.
- «Автоматизированный электропривод производственных механизмов: Труды IV Всесоюз. конференции по автоматизир. электроприводу» : [В 3 т.] / Под общ. ред. Б. Б. Воронецкого [и др.]. — Москва; Энергия, 1965—1966. — 3 т.
- «Электроприводы и электроавтоматика блюминга 1300» / А. Г. Бирфельд, Б. Б. Воронецкий, Б. Р. Гендельман, Э. Ю. Гутников, Н. В. Еремеев, Н. А. Тищенко, Б. М. Каган, В. А. Святославский, О. П. Соколовский/Москва; Энергия, 1966
- «К расчету дискретных и непрерывных систем автоматического управления» / Б. Б. Воронецкий, Г. И. Феклисов и Ю. В. Чистяков/ Журнал «Электричество» № 2, 1968
- «Система управления главным приводом обжимного стана» / Б. Б. Воронецкий, В. А. Святославский, Г. И. Лызлов и О. П. Соколовский/ Журнал «Электричество» № 3, 1968
- «Проблемы автоматизированного электропривода» / М. Г. Чиликин, И. И. Петров, Ш. М. Соколов и Б. Б. Воронецкий/ Журнал «Электричество» № 3, 1969
- «Быстродействующий электропривод». / А. Е. Бор-Раменский, Б. Б. Воронецкий, В. А. Святославский. — М.: Энергия, 1969.
- «Применение средств вычислительной техники в системах комплексной автоматизации промышленных электроприводов». / Б. Б. Воронецкий, В. А. Святославский, Л. Ф. Шклярский, Ю. И. Даниленко, В. А. Царев/ М.: Энергия, 1971.

## Изобретения и патенты
- «Устройство для автоматической подачи кабеля электротрактора» / А. Г. Иосифьян, А. Б. Бабаханян, Б. Б. Воронецкий и Р. А. Грдзелян / авторское свидетельство СССР СССР № 98319, 1953
- «Кабелепровод к электротрактору» / А. Г. Иосифьян, А. Б. Бабаханян, П. В. Жаров, Т. И. Агеев, Б. Б. Воронецкий, Р. А. Грдзелян, Э. П. Саркисян / авторское свидетельство СССР № 110543, 1956
- «Электромагнитная муфта трения» / Б. Б. Воронецкий, А. А. Погосов и П. В. Жаров / патент СССР № 106726, 1956
- «Прибор для измерения эффективного значения вибраций» / Б. Б. Воронецкий, Л. Л. Лавринович, Е. М. Синельников / 1950
- «Подземные высоковольтные линии передачи электроэнергии в керамических трубах для сельскохозяйственной полевой электрификации» / Б. Б. Воронецкий, А. Г. Иосифьян / 1952
- «Новая кабелеприемная стрела для электротрактора» / А. В. Адоян, Б. Б. Воронецкий, А. Г. Иосифьян / 1952
- «Поворотный барабанный механический компенсатор натяжения кабеля» / Б. Б. Воронецкий, А. Г. Иосифьян, А. А. Погосов / 1954
- «Способ питания полевых электрофицированных мобильных сельскохозяйственных машин» / Б. Б. Воронецкий, А. Г. Иосифьян, А. А. Погосов / 1954
- «Устройство для сигнализации и автоматического отключения привода при окончании размотки кабеля с барабана мобильных машин, имеющих кабельное питание» / Б. Б. Воронецкий, А. А. Погосов и П. В. Жаров / 1954
- «Аккумуляторный электротракторный агрегат» / Б. Б. Воронецкий, А. Г. Иосифьян, П. В. Жаров / 1954

## Награды
За участие в Великой Отечественной войне награждён Медалью За оборону Ленинграда, Медалью За победу над Германией в Великой Отечественной войне 1941—1945 гг.
Медали ВДНХ «За успехи в народном хозяйстве СССР» — малая золотая медаль (1960 г.), большая золотая медаль (1962 г.)